# 케플러-296
케플러-296(Kepler-296)은 용자리에 있는 쌍성계이다. 첫 번째는 후기 K형 주계열성이며 두 번째는 적색 왜성이다.

## 같이 보기
- 적색왜성계의 생명체 거주가능성